# Deporte en Guayaquil

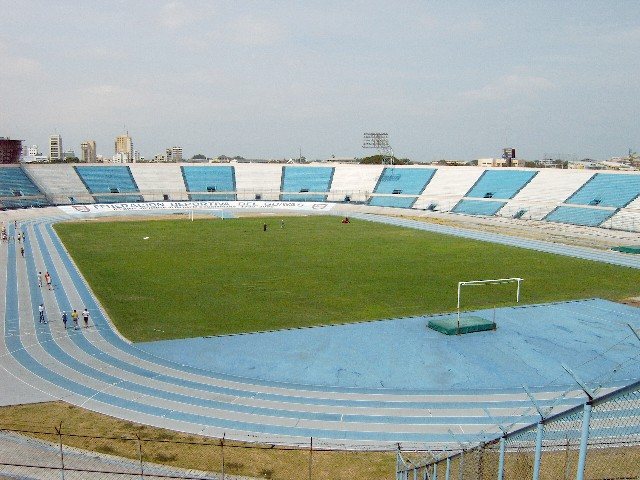
Vista del Estadio Modelo Alberto Spencer.

En Guayaquil los deportes más  practicados son el fútbol, el ecuavoley, el básquet, el tenis, la natación y el béisbol. En el transcurso de los años han surgido varias figuras que han destacado a nivel nacional como internacional, tanto en el deporte profesional como en el amateur.
La ciudad de Guayaquil ha sido sede del Campeonato Mundial de Natación de 1982, el Campeonato Sudamericano de Fútbol 1947, la edición especial del Campeonato Sudamericano de Fútbol 1959, y ha albergado las finales de la Copa América 1993, y de las ediciones 1990 y 1998 de la Copa Libertadores. Junto con Quito, fue sede de los Juegos Bolivarianos de 1965, y también albergó ciertos eventos de los Juegos Suramericanos de 1998, que se desarrolló principalmente en Cuenca.
Guayaquil es actualmente la sede de tres clubes de fútbol que militan en la Serie A ecuatoriana: 
Barcelona, Emelec y Guayaquil City. También es la ciudad natal de los mejores exponentes del tenis nacional: Pancho Segura, Andrés Gómez y Nicolás Lapentti. Además, es la ciudad con mayor tradición beisbolística, ya que posee los equipos más importantes del país como Emelec, Barcelona, Fatty, la Liga Deportiva Estudiantil y en su momento más glorioso al Reed Club, y fue la base para que la Selección de béisbol de Ecuador gane sus dos únicos títulos a nivel Sudamericano, en 1963 y 1966. 

## Organización del deporte
El máximo ente regulador del deporte dentro de la provincia del Guayas, y por ende también en la ciudad de Guayaquil es la Federación Deportiva del Guayas —conocido mejormente por su acrónimo Fedeguayas—. Este ente está afiliado a la Federación Deportiva Nacional del Ecuador (Fedenador). La Fedeguayas está integrada por asociaciones deportivas de cada disciplina del deporte.
La ciudad es sede de varias instituciones dedicadas al deporte nacional, entre ellas, el Comité Olímpico Ecuatoriano.
Además, la secretaría nacional del deporte creó una cede zonal en el Parque Samanes de Guayaquil, en donde también funcionaría un CEAR EP (Centro de Entrenamiento para el Alto Rendimiento).

## Deportes

### Fútbol
El fútbol es el deporte más popular de la ciudad, la provincia, y del Ecuador. Precisamente fue en Guayaquil donde se originó la práctica de este deporte en el país a finales del siglo XIX. En la actualidad la ciudad es sede de tres clubes que militan en la Serie A ecuatoriana, y también de la mayoría de los equipos que juegan en el torneo guayasense de fútbol de Segunda Categoría. La Asociación de Fútbol del Guayas (Asoguayas) es la institución que regula este deporte dentro de la provincia, así como también organiza el torneo de Segunda Categoría del Guayas. La Asoguayas es la asociación provincial de fútbol más antigua del país, y fue la primera en organizar un torneo profesional.

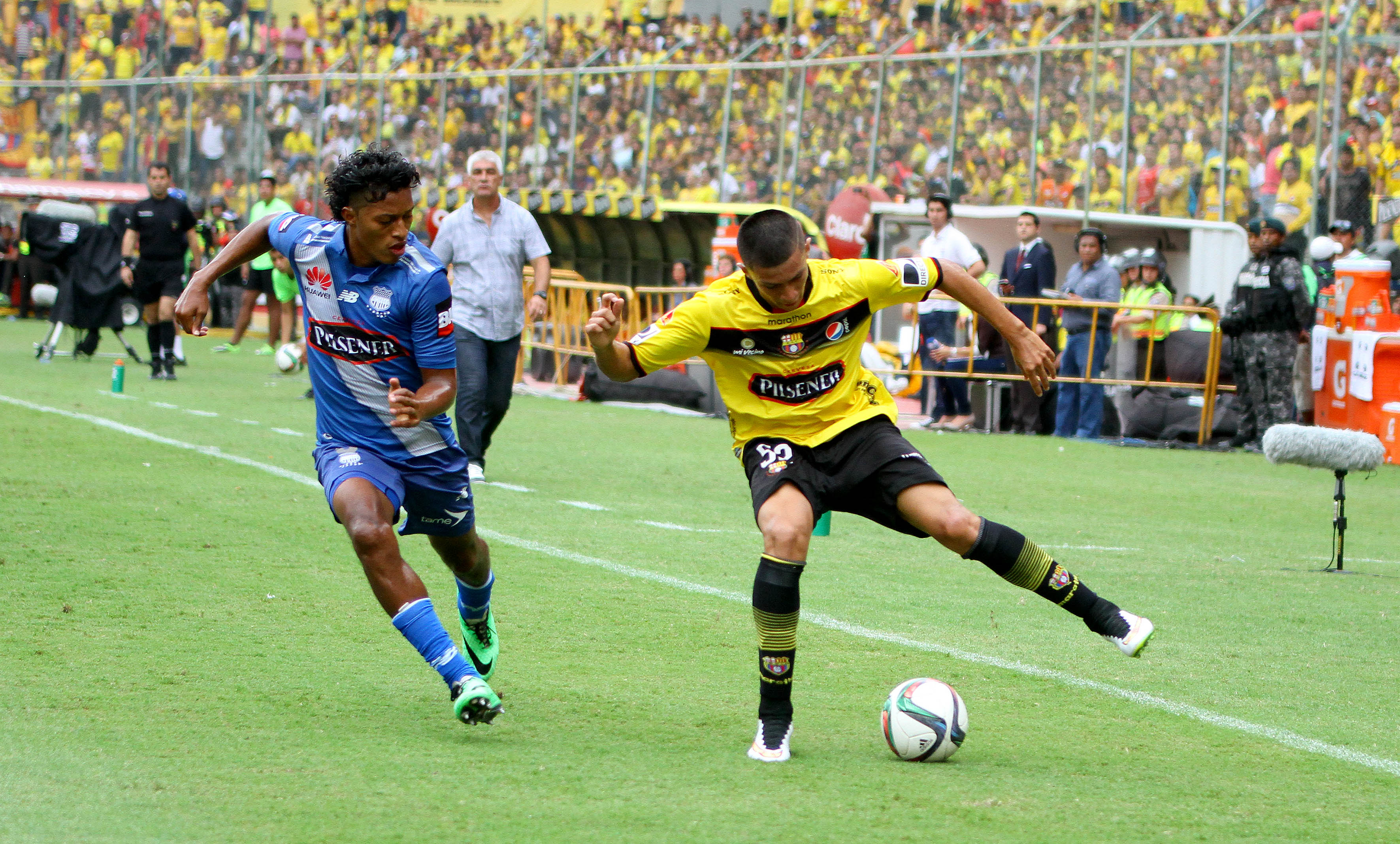
Clásico del Astillero del 10 de mayo de 2015.

El primer club de fútbol que se fundó en la ciudad y el país fue el Guayaquil Sport Club. En la actualidad los equipos más populares de la ciudad son: el Barcelona Sporting Club y el Club Sport Emelec; los cuales juegan entre sí un derbi que se configura como la rivalidad deportiva más importante en el Ecuador: el clásico del Astillero. Barcelona ha ganado el campeonato nacional en 15 ocasiones —siendo el equipo que mayor veces ha logrado obtener el campeonato—, y ha quedado en dos ocasiones como finalista de la Copa Libertadores de América. Emelec ha ganado en 13 ocasiones el campeonato nacional, siendo en la actualidad el campeón vigente del país. Desde el 2015, también participa en la máxima categoría del balompié ecuatoriano el Guayaquil City Fútbol Club.
Además de Barcelona, Emelec y Guayaquil City, otros equipos guayaquileños han jugado en la Serie A, tales como: Club Deportivo Everest, Club Sport Patria, 9 de Octubre Fútbol Club, Círculo Deportivo Español, Club Sport Norte América, Guayaquil Sport Club, Club Deportivo de Filanbanco, Calvi Fútbol Club y Panamá Sporting Club.
La ciudad de Guayaquil cuenta con varios escenarios deportivos destinados al fútbol. El estadio de fútbol más grande de la ciudad y del país es el Estadio Monumental Isidro Romero Carbo (denominado por motivos comerciales como Estadio Monumental Banco Pichincha) con aforo para 57.000 espectadores aproximadamente, y le pertenece al Barcelona Sporting Club. El estadio más antiguo de la ciudad es el Estadio George Capwell (denominado por razones comerciales como Estadio Banco del Pacífico) con aforo para 21.000 espectadores aproximadamente, y pertenece al Club Sport Emelec. El tercer estadio en importancia es el Estadio Modelo Alberto Spencer con aforo para 40.000 espectadores aproximadamente, y su propietario es la Federación Deportiva del Guayas.

#### Futsal
Fedeguayas es el ente regulador de futsal en la ciudad, el Società Sportiva Bocca es el club con más torneos en la competición nacional de futsal con siete títulos.

### Tenis

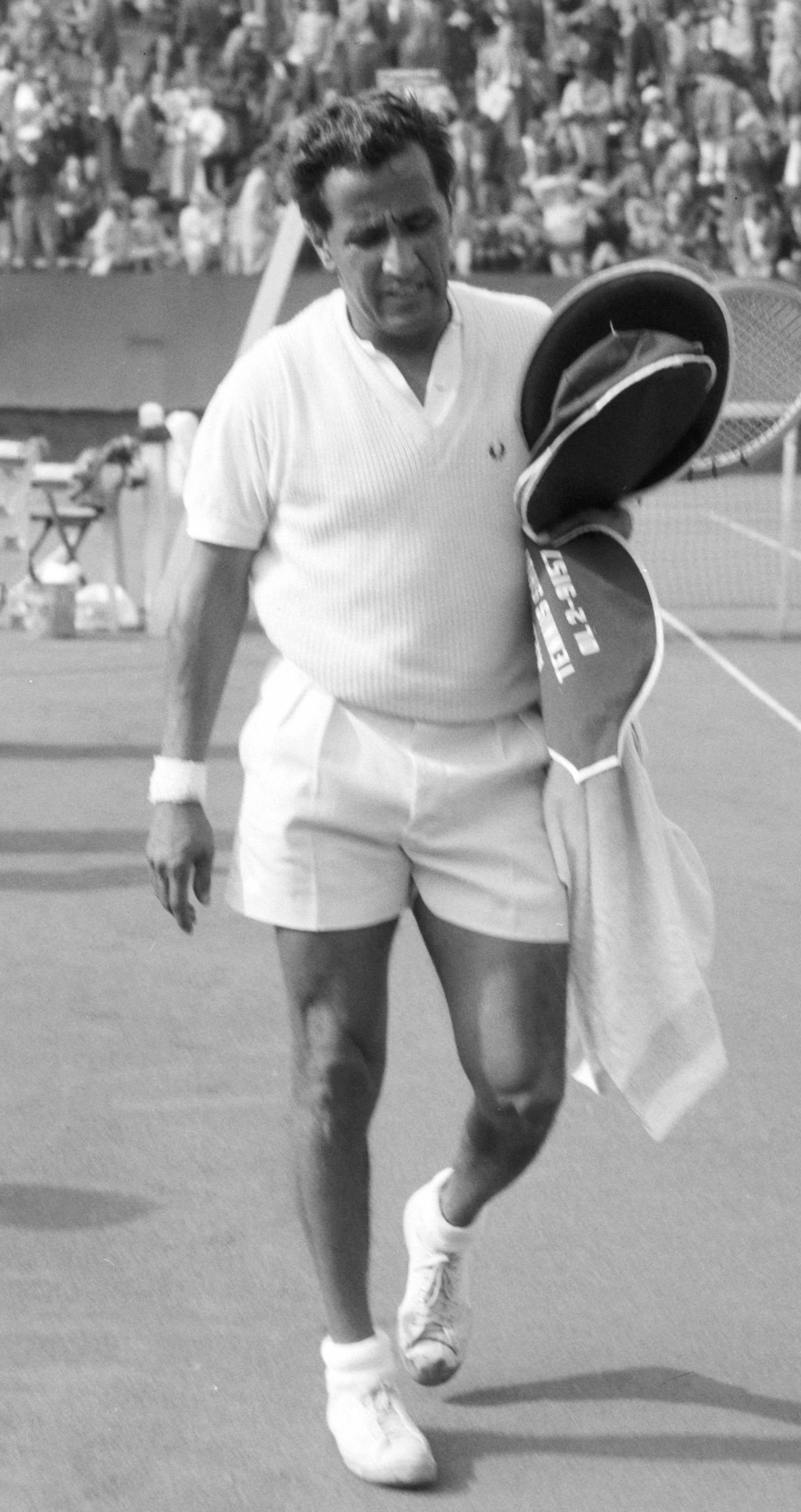
Pancho Segura fue el primer tenista guayaquileño en destacar a nivel mundial.

Guayaquil es la ciudad natal de los mayores exponentes del tenis en el Ecuador. El guayaquileño Francisco Segura Cano, conocido como Segoo, alcanzó la posición número 1 del ranking masculino individual a nivel mundial en los años 1950 y 1952. Durante su carrera deportiva, ganó varios torneos profesionales en Sudamérica y en los Estados Unidos, en donde perfeccionó el estilo forehand, que utiliza las manos para sujetar la raqueta. Tras su salida del profesionalismo, en su etapa amateur, pudo participar en torneos de Grand Slam, llegando a cuatro semifinales en sigles, una final en doble y dos finales en dobles mixtos en el Abierto de Estados Unidos; y la final en dobles en el Roland Garros de 1946.
Otra de figuras del tenis ecuatoriano fue el guayaquileño Andrés Gómez, quien alcanzó el puesto número 4 del ranquin masculino ATP el 11 de junio de 1990. Andrés Gómez ganó dos torneos de Gran Slam en la categoría dobles: en 1986 junto al yugoslavo Slobodan Živojinović ganó el US Open, y en 1988 junto al español Emilio Sánchez Vicario ganó el Roland Garros. Finalmente, en 1990 se proclamó campeón del Roland Garros en la categoría single tras vencer al estadounidense Andre Agassi con marcador de 6-3, 2-6, 6-4, 6-4. 
Nicolás Lapentti también es otro referente del tenis guayaquileño y ecuatoriano. Es sobrino de Andrés Gómez e hijo del político Nicolás Lapentti Carrión. Alcanzó el puesto número 6 del ranking masculino ATP el 22 de noviembre de 1999. Ganó cinco títulos ATP Tour, y disputó una semifinal del Abierto de Australia en 1999 y unos cuartos de final de Wimbledon en el 2002.
Cabe mencionar además a tenistas como Giovanni Lapentti, hermano de Nicolás, quien fue considerado raqueta 2 del país; y a Roberto Quiroz, también sobrino de Andrés Gómez, quien junto al tenista peruano Duilio Beretta, ganó los torneos de Roland Garros y el Abierto de Estados Unidos en la categoría de dobles júnior masculino.
Desde el 2005 se organiza en la ciudad el ATP Challenger Ciudad de Guayaquil.

### Natación
Guayaquil fue la sede del Campeonato Mundial de Natación de 1982. En este deporte el más destacado del país ha sido el guayaquileño Jorge Delgado, con sus dos medallas de oro panamericanas, una en Cali 1971 y la otra en México 1975, así como el cuarto puesto en los Juegos Olímpicos de Múnich 1972 y el quinto puesto en el Campeonato Mundial de Natación en 1973.
La ciudad de Guayaquil es la sede de la Federación Ecuatoriana de Natación (FENA).

### Atletismo de fondo
En Guayaquil se realizan competencias atléticas desde hace muchos años, siendo la tradicional Carrera de Diario Expreso una de las más antiguas. 
Desde el año 2000 con la llegada de la tecnología de cronometraje y la creación de empresas especializadas en la organización de competencias atléticas, Guayaquil ha sido sede de un sinnúmero de competencias que van desde 5 km hasta los 42 km siendo la más relevante la Maratón de Guayaquil que es auspiciada por el Municipio de Guayaquil y que se realiza todos los años el primer domingo de octubre por las fiestas de la ciudad.

### Baloncesto
Guayaquil desde las primeras décadas del siglo XX fue el epicentro del desarrollo deportivo del Ecuador. Esto se evidencia por la cantidad de títulos que han ido acumulando los seleccionados guayaquileños en los campeonatos nacionales de varias disciplinas como en los juegos nacionales.
El baloncesto fue uno de los deportes que más glorias le dio a Guayaquil. Un gran número de atletas porteños se vistieron de gloria al derrotar a sus adversarios sea de local o visitante. En 1938 se jugó el primer campeonato nacional de esta disciplina deportiva, quedando campeón Guayas y vicecampeón la Provincia de El Oro. En esta edición el equipo estaba integrado por: Gil y Severo Sandiford, Adolfo Jurado, Rubén Barreiro, Juvenal Sáenz, Ethiel del Valle, Víctor Zeballos Mata. Héroes que dieron hasta su último aliento para conseguir el preciado trofeo y título de ser los mejores de la nación.
Los títulos se han sumando en cada campeonato nacional; alcanzando una cifra de 18 coronas de las cuales 14 de ellas se consiguieron consecutivamente, dejando muy atrás a las provincias de Pichincha que alcanzó 4 y Loja que alcanzó un solo título el 2004 y que fue el último que se disputó.

## Equipos en las principales ligas ecuatorianas
| Equipo                           | Deporte         | Liga                                              | Estadio                              | Fundación |
| -------------------------------- | --------------- | ------------------------------------------------- | ------------------------------------ | --------- |
| Barcelona Sporting Club          | Fútbol          | Liga Pro                                          | Estadio Monumental                   | 1925      |
| Club Sport Emelec                | Fútbol          | Liga Pro                                          | Estadio Capwell                      | 1929      |
| Guayaquil City                   | Fútbol          | Liga Pro                                          | Estadio Christian Benítez Betancourt | 2007      |
| Nueve de Octubre                 | Fútbol          | Liga Pro B                                        | Estadio Modelo Alberto Spencer       | 1926      |
| Búhos ULVR                       | Fútbol          | Liga Pro B                                        | Estadio Modelo Alberto Spencer       | 2014      |
| Barcelona Sporting Club Femenino | Fútbol femenino | Superliga Femenina de Ecuador                     | Estadio Monumental                   | 2018      |
| Club Sport Patria Femenino       | Fútbol femenino | Superliga Femenina de Ecuador                     | Estadio Modelo Alberto Spencer       | 2019      |
| Octubrinas                       | Fútbol femenino | Ascenso de Fútbol Femenino Profesional de Ecuador | Estadio Modelo Alberto Spencer       | 2021      |
| Eléctricas CSE                   | Fútbol femenino | Ascenso de Fútbol Femenino Profesional de Ecuador | Complejo de Formativas Emelec        | 2017      |
| Guayaquil City Femenino          | Fútbol femenino | Ascenso de Fútbol Femenino Profesional de Ecuador | Estadio Christian Benítez Betancourt | 2018      |
| BSC Basket                       | Baloncesto      | Liga Básquet Pro Ecuador                          | Coliseo Abel Jiménez Parra           | 1925      |
| Yaguares Rugby Club              | Rugby           | Campeonato Ecuatoriano de Rugby                   | Cancha de Fedeguayas                 | 2009      |
| Monos Rugby Club                 | Rugby           | Campeonato Ecuatoriano de Rugby                   | Cancha de Fedeguayas                 | 2003      |
| Tiburones ADN Rugby Club         | Rugby           | Campeonato Ecuatoriano de Rugby                   | Cancha de Fedeguayas                 | 2009      |

## Títulos alcanzados

### Escudo Cambrian
Primer campeonato nacional de futbol entre selecciones de provincias que inicio su disputa en 1923 hasta el año de 1931, siendo la selección del Guayas la única en ganar todas las ediciones y por consiguiente hacerse dueño del codiciado trofeo. Su origen se debe a la promesa que hizo el capitán de un cruceros de guerra británico que al ver que en Guayaquil había ese gran entusiasmo por el futbol, decidió gestionar la entrega de un escudo para que se disputase entre los clubes que ya existían en la ciudad en el año de 1921. Este regalo llegaría recién en 1923 donde mejor se decide por organizar un campeonato entre selecciones de provincias.
| Equipo                          | Títulos | Temporadas campeón                              |
| ------------------------------- | ------- | ----------------------------------------------- |
| Selección de Guayaquil / Guayas | 8       | 1923, 1924, 1925, 1926, 1927, 1928, 1929, 1931. |

### Campeonato Nacional Amateur
Campeonatos Nacionales amateurs fue un torneo de futbol que se desarrolló en la década de los 40s. Guayas alcanzó 3 títulos y 4 subcampeonatos.
| Equipo                          | Títulos | Temporadas campeón |
| ------------------------------- | ------- | ------------------ |
| Selección de Guayaquil / Guayas | 3       | 1940, 1944, 1949.  |

### Campeonato Nacional de futbol
| Equipo    | Títulos | Temporadas campeón                                                                              |
| --------- | ------- | ----------------------------------------------------------------------------------------------- |
| Barcelona | 16      | 1960, 1963, 1966, 1970, 1971, 1980, 1981, 1985, 1987, 1989, 1991, 1995, 1997, 2012, 2016, 2020. |
| Emelec    | 14      | 1957, 1961, 1965, 1972, 1979, 1988, 1993, 1994, 2001, 2002, 2013, 2014, 2015, 2017.             |
| Everest   | 1       | 1962.                                                                                           |

### Campeonato Nacional de futbol femenino
| Equipo         | Títulos | Temporadas campeón      |
| -------------- | ------- | ----------------------- |
| Unión Española | 3       | 2015, 2016-17, 2017-18. |
| Rocafuerte     | 2       | 2013, 2014.             |
| Barcelona      | 1       | 2023.                   |

### Campeonato Nacional de Futsal
Único cuadro a nivel nacional que ha alcanzado el hexacampeonato en la Liga Nacional de Futsal de Ecuador.
| Equipo                 | Títulos | Temporadas campeón                        |
| ---------------------- | ------- | ----------------------------------------- |
| Società Sportiva Bocca | 7       | 2016, 2017, 2018, 2019, 2021, 2022, 2023. |

### Campeonato Nacional de Baloncesto
La selección del Guayas logró conseguir por 14 veces el título de campeón, la gran mayoría venciendo en finales a la selección del Pichincha.
| Equipo                          | Títulos | Temporadas campeón                                                                                         |
| ------------------------------- | ------- | --- |
| Selección de Guayaquil / Guayas | 18      | 1938, 1940, 1946, 1948, 1955, 1957, 1961, 1964, 1967, 1969, 1971, 1973, 1975, 1977, 1989, 1992, 1994, 2002 |

### Campeonato Nacional de Béisbol
Los clubes del Guayas se han alzado con la totalidad de los torneos de la Liga Ecuatoriana de béisbol. Su último campeón es la Universidad de Guayaquil.
| Equipo                     | Títulos | Temporadas campeón |
| -------------------------- | ------- | --- |
| Emelec                     | 23      | 1935, 1936, 1937, 1938, 1939, 1948, 1951, 1957, 1959, 1961, 1962, 1962, 1965, 1970, 1975, 1976, 1994, 2000, 2001, 2003, 2004, 2011, 2019. |
| Barcelona                  | 17      | 1930, 1933, 1935, 1947, 1964, 1966, 1966, 1969, 1971, 1973, 1977, 1979, 1979, 1980, 1982, 2002, 2007.                                     |
| Reed Club                  | 14      | 1945, 1946, 1947, 1949, 1950, 1952, 1952, 1953, 1953, 1955, 1955, 1956, 1956, 1960                                                        |
| Oriente                    | 11      | 1933, 1949, 1954, 1954, 1958, 1959, 1959, 1959, 1960, 1963, 1985.                                                                         |
| 9 de Octubre               | 6       | 1961, 1963, 1967, 1983, 1984, 1985 |
| Rojos del Cardenales       | 5       | 1987, 1988, 1989, 1991, 1992. |
| Fatty                      | 5       | 1996, 1997, 1998, 1999, 2008 |
| 20px Americano             | 4       | 2009, 2010, 2013, 2014. |
| LDE                        | 4       | 1934, 1958, 1972, 2020. |
| Asociación Deportiva Naval | 2       | 1978, 1981. |
| Universidad Católica       | 2       | 1974, 2005. |
| Azulejos                   | 2       | 2016, 2017. |
| Everest                    | 1       | 1949. |
| Ceibos                     | 1       | 1990. |
| Chavos                     | 1       | 1993. |
| Eléctricos                 | 1       | 1995. |
| Club Socal                 | 1       | 2015. |
| Estrellas Orientales       | 1       | 2018. |
| Universidad de Guayaquil   | 1       | 2021. |

### Campeonato Nacional de Softbol
| Equipo     | Títulos | Temporadas campeón |
| ---------- | ------- | ------------------ |
| Americanos | 1       | 2014.              |
| Royal’s    | 1       | 2017.              |